# Speicherseite
Eine Speicherseite oder Seite (englisch page) ist in der Informatik eine durch die Rechnerarchitektur und das Betriebssystem festgelegte Anzahl von direkt aufeinanderfolgenden Speicherstellen in der Organisation des virtuellen Speichers. Aktuelle Speicherseiten sind von konstanter Größe und umfassen typischerweise 4 KiB.
In aktuellen Betriebssystemen greifen die meisten Benutzerprozesse nicht direkt auf physische Adressen des Hauptspeichers zu, sondern im Rahmen des Schutzmodus (protected mode) lediglich über logische Speicheradressen auf Speicherseiten in einem virtuellen Speicher. Dabei wird jedem Prozess eine eigene Seitentabelle zugeordnet, in welcher hinterlegt ist, wo sich die einzelnen Seiten des Prozesses befinden. Anhand der Seitentabelle kann der Hauptprozessor mit Hilfe der Memory Management Unit (MMU) eine genaue Zuordnung zwischen der virtuellen und der physischen Speicheradresse vornehmen. Dabei muss nicht jede physische Speicheradresse tatsächlich im Hauptspeicher sein, da durch Swapping derzeit nicht benötigte Speicherteile auf Schattenspeicher (paging area) der Festplatte ausgelagert werden können.
Sprachlich wird dabei zwischen den Seiten (pages) im virtuellen Adressraum und den Seitenrahmen oder Kachel (page frames) im realen Adressraum unterschieden.

## Beispiel
Auf der 32-Bit-x86-Architektur „IA-32“ wird jede 32 Bit breite Adresse wie folgt interpretiert:
- 20 Bit geben die gewählte Speicherseite an, also maximal 220 Speicherseiten.
- 12 Bit geben den Offset in der Speicherseite an, also 212 Byte gleich 4 KiB (jeder Eintrag in der Seite ist 1 Byte groß), ist die Gesamtgröße einer durch das Betriebssystem festgelegten Speicherseite und gleichzeitig Größe der Kachel.